# Centro de Horticultura Elm Bank
El Centro de Horticultura Elm Bank (en inglés : Elm Bank Horticulture Center) es la sede de la Massachusetts Horticultural Society (Sociedad Hortícola de Massachusetts), ubicado en el 900 Washington Street (Route 16), Wellesley, Massachusetts, EE.UU. El sitio incluye campos, prados abiertos, arroyos  y estanques, las áreas boscosas y los jardines formales.
El nombre de Elm Bank le fue dado en 1740, cuando coronel John Jones adquirió la tierra y plantó olmos a lo largo de los bancos del río Charles. El sitio fue ocupado más adelante por las familias de Loring, Broad, y Otis, antes de ser vendida por $10 000 en 1874 a Benjamin Pierce Cheney, fundador de una compañía de entrega que se convirtió en la American Express. A la muerte de Cheney en 1895, la finca contenía más de 200 acres (80 hectáreas), y pasó como herencia a su hija mayor Alicia en 1905. En 1907, Alicia y su marido, el Dr. William Hewson Baltzell, contrataron la firma de arquitectos Carrère and Hastings para construir una casa de señorío neo-Georgiana, y a los paisajistas más prominentes de la época, los Olmsted Brothers, para diseñar y mejorar los jardines. En la década de 1940, se convirtió en un seminario que albergaba a un grupo de los Stigmatine Fathers, que construyó un edificio de escuelas y gestionó un campamento de verano en los años 60 y 70. Más adelante, "Elm Bank" sirvió como el hogar de la escuela técnica regional « Quinobin Regional Technical School ». El sitio entero fue agregado al registro nacional de lugares históricos como Elm Bank el 10 de julio de 1987, con la referencia número 86003565 y actualmente es propiedad de La Commonwealth de Massachusetts. En abril de 1996, el sitio fue arrendado a la « Massachusetts Horticultural Society » (sociedad hortícola de Massachusetts).

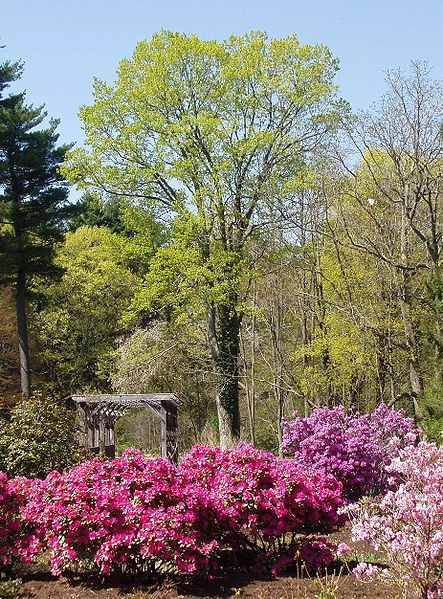
Alan Payton Rhododendron Garden.

Actualmente Elm Bank alberga los jardines siguientes:
- Weezie’s Garden for Children (Jardines para los Niños de Weezie) - una serie de pequeños jardines que se distribuyen en espiral, cada uno de los cuales brinda a los visitantes la oportunidad de plantar, regar o interactuar de cierta manera con los elementos del jardín. Se llevan a cabo clases para los niños durante la primavera , verano y otoño en este jardín tan especial.

- New England Trial Garden - un esfuerzo de cooperación entre la Universidad de Massachusetts, la Asociación de Massachusetts de los cultivadores de flor y la Sociedad Hortícola de Massachusetts. Compañías viveristas de todo el mundo contribuyen a las reuniones anuales de encuentro de jardineros aficionados y profesionales. Este jardín también prueba las variedades inéditas que compiten para los galardones del All-America Selections, exhibe a los ganadores anteriores, y cultiva a centenares de cultivares sometidos para la evaluación por los viveristas comerciales.

- Italianate Garden - Restauración del Jardín Italianizante de 1926, basada en planos originales de Frederick Law Olmsted del sitio histórico nacional, junto con una lista numerada de las plantas e incluso los recibos para los árboles y las flores plantados originalmente en los jardines.

- Display Gardens and Tree Nurseries - "The Noanett Garden Club", el capítulo de Nueva Inglaterra de la Herb Society of America (Sociedad Herbal de América), y de la American Rhododendron Society (Sociedad del Rhododendron de América),  mantienen una exhibición conjunta y Jardín de pruebas en Elm Bank. La Day Lily Society (Sociedad del Hemerocallis)instaló un jardín en el 2004.